# 웅순
웅순(熊徇, ? ~ 기원전 800년)은 중국 초나라의 제12대 군주(재위: 기원전 821년 ~ 기원전 800년)이다. 웅엄의 아들이고 웅상의 동생이다. 웅상이 죽자 뒤를 이었고, 웅순이 죽자 아들인 웅악이 뒤를 이었다.
| 전 임 형 웅상 | 제12대 초나라의 군주 기원전 821년 ~ 기원전 800년 | 후 임 아들 웅악 |